# Arame của Urartu

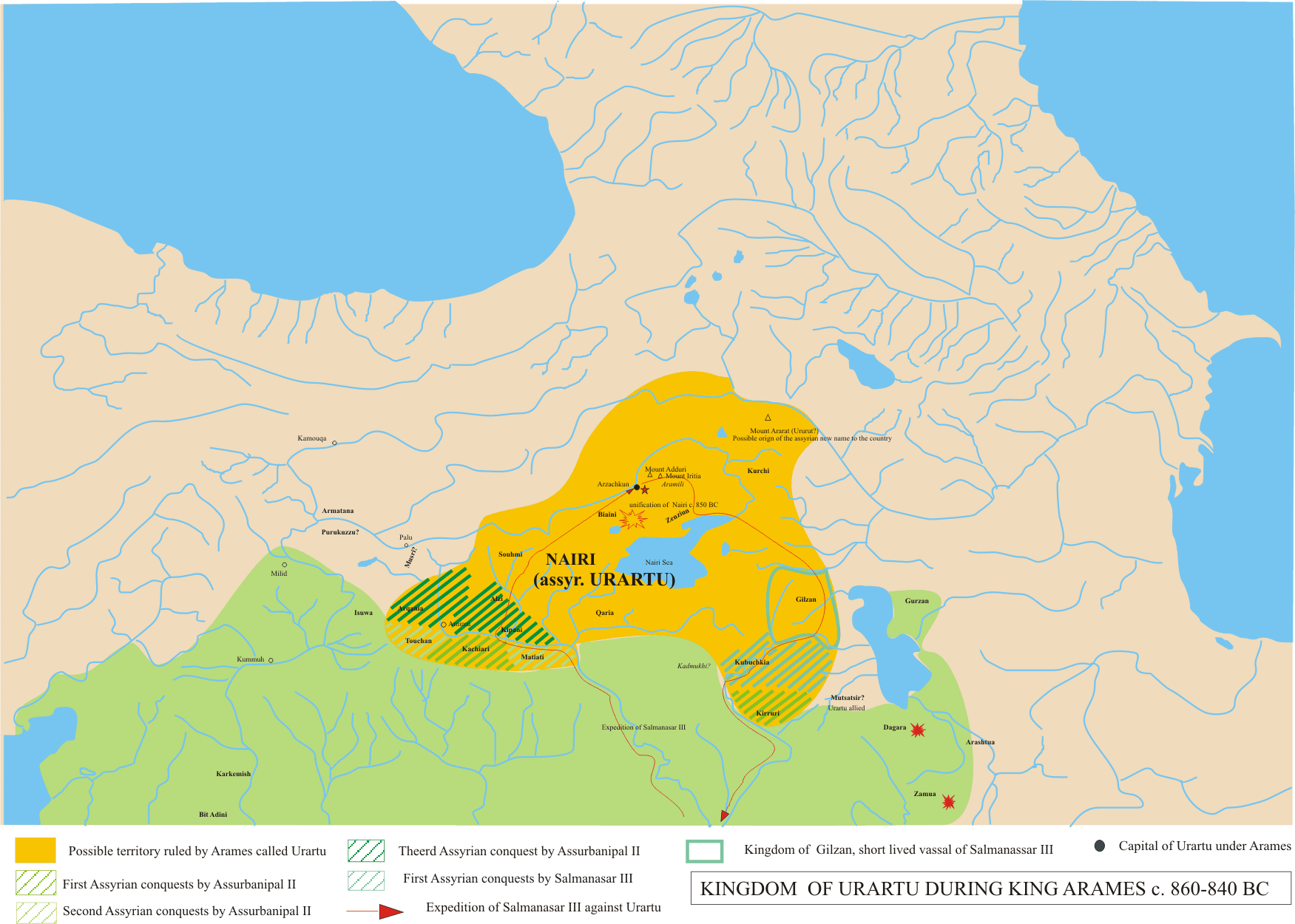
Urartu dưới triều đại của Aramu

Arame hoặc Aramu (Armenia: Արամե) (cai trị từ năm 858–844 TCN) là vị vua đầu tiên được biết đến của Urartu.
Ông sống cùng thời với vua Shalmaneser III của Assyria (cai trị từ năm 859–824 TCN), Arame đã thống nhất các bộ lạc Nairi chống lại mối đe dọa đến từ đế quốc Assyria. Kinh đô của ông nằm tại Arzashkun và nó đã bị Shalmaneser đánh chiếm.
Arame được đề xuất như là nguyên mẫu của cả Aram và Ara đẹp trai, hai trong số những ông tổ huyền thoại của người Armenia. Tác phẩm Lịch sử của Khorenatsi (1.5) ghi rằng họ là hậu duệ đời thứ 6 và thứ 7 của Haik,
Tên Arame có khả năng là một tên gọi của người Armenia mà ban đầu bắt nguồn từ *rēmo- trong ngôn ngữ Tiền Ấn-Âu, nó có nghĩa là "đen".